# 周氏球蛛
周氏球蛛（学名：Theridion zhoui）为球蛛科球蛛属的动物。在中国大陆，分布于陕西等地。该物种的模式产地在陕西周至。